# Agglomération de Fribourg
L'Agglomération de Fribourg (Agglomeration Freiburg en allemand ; surnommée également Agglo) est une structure intercommunale, constituée en 2008 autour de la ville de Fribourg en Suisse. Elle comprend 10 des 42 communes formant le territoire de l'agglomération fribourgeoise en 2000, selon les critères de l'Office fédéral de la statistique. Ces dernières sont situées dans le district de la Sarine (Avry, Belfaux, Corminboeuf, Fribourg, Givisiez, Granges-Paccot, Marly, Matran, Villars-sur-Glâne) et le district de la Singine (Guin).

## Généralités
L'Agglomération de Fribourg est une institution politique supra-communale qui assume des tâches d'intérêt régional dans les domaines suivants : l’aménagement du territoire, la mobilité, la protection de l’environnement, la promotion économique, la promotion touristique et la promotion des activités culturelles. Les citoyens ont accepté les statuts de l'Agglomération le 1er juin 2008. Toutes les communes les ont approuvés, sauf la commune alémanique de Guin. Les dix communes membres sont : la ville de Fribourg et les communes voisines d'Avry, Belfaux, Corminboeuf, Guin, Givisiez, Granges-Paccot, Marly, Matran ainsi que Villars-sur-Glâne, qui totalisent une superficie de 85,5 km2.

### Démographie
L'Agglomération de Fribourg avait 82 024 habitants en 2016. Le graphique résume l'évolution de la population (Avry, Belfaux, Corminboeuf, Guin, Fribourg, Givisiez, Granges-Paccot, Marly, Matran et Villars-sur-Glâne) entre 1850 et 2016 :

## Organisation de l'Agglo
L'Agglomération de Fribourg dispose d'un législatif (Conseil d'agglomération) et d'un exécutif (Comité d'agglomération).

### Conseil d'agglomération
Le Conseil d'agglomération est l'organe législatif de l'Agglomération de Fribourg. Il est composé de maximum 59 représentants des communes membres. Les membres du Conseil d'agglomération sont élus par l'Assemblée communale ou le Conseil général des communes membres, pour une législature de cinq ans. 

#### Législature 2008-2011
Les membres du Conseil d'agglomération élus dans toutes les communes membres au courant des mois d'août et septembre 2008 sont restés en fonction jusqu'en 2011. 

#### Législature 2011-2016
La séance de constitution du Conseil d’agglomération pour la législature 2011 – 2016 a eu lieu le 7 juillet 2011. Les conseillers sont restés en fonction jusqu'en 2016.

#### Législature 2016-2021
La séance de constitution du Conseil d’agglomération pour la législature 2016 – 2021 a eu lieu le 30 juin 2016. Les conseillers sont restés en fonction jusqu'en 2021.

#### Législature 2021-2026
La séance de constitution du Conseil d’agglomération pour la législature 2021 – 2026 a eu lieu le 24 juin 2021. Les conseillers restent en fonction jusqu'en 2026.

### Comité d'agglomération
Le Comité d'agglomération est l'organe exécutif de l'Agglomération. Il dirige celle-ci de manière collégiale. Le travail est divisé en dicastères entre les membres du Comité. Le Comité est composé de 12 représentants des communes membres qui sont élus par le Conseil d'agglomération. Chaque commune dispose d'un représentant, à l'exception de Fribourg qui en compte trois.

#### Législature 2008-2011
Les membres du Comité de la première législature ont été élus le 30 septembre 2008.

#### Législature 2011-2016
Les membres du Comité de la 2e législature ont été élus le 7 juillet 2011.

#### Législature 2016-2021
Les membres du Comité de la 3e législature ont été élus le 30 juin 2016. 

#### Législature 2021-2026
Les membres du Comité de la 4e législature ont été élus le 24 juin 2021. 
| Nom                  | Fonction communale                                            | Dicastère                                            |
| -------------------- | ------------------------------------------------------------- | ---------------------------------------------------- |
| Bernard Clerc        | Conseiller communal PS de Marly                               | Promotion économique, touristique et culturelle      |
| Eliane Dévaud-Sciboz | Vice-syndique sans parti de Avry                              | Aménagement du territoire, environnement et mobilité |
| Francine Defferrard  | Conseillère communale Le Centre Fribourg de Villars-sur-Glâne | Aménagement du territoire, environnement et mobilité |
| Elias Moussa         | Conseiller communal PS de Fribourg                            | Aménagement du territoire, environnement et mobilité |
| Urs Hauswirth        | Syndic PS de Düdingen                                         | Aménagement du territoire, environnement et mobilité |
| Eric Mennel          | Conseiller communal PS de Givisiez                            | Aménagement du territoire, environnement et mobilité |
| Anne-Elisabeth Nobs  | Syndique PDC de Corminboeuf                                   | Finances et ressources humaines                      |
| Pierre-Olivier Nobs  | Conseiller communal Centre Gauche-PCS de Fribourg             | Promotion économique, touristique et culturelle      |
| Christophe Pierret   | Conseiller communal PS de Matran                              | Promotion économique, touristique et culturelle      |
| René Schneuwly       | Syndic PDC de Granges-Paccot                                  | Présidence                                           |
| Thierry Steiert      | Syndic PS de Fribourg                                         | Vice-présidence - Finances et ressources humaines    |

## Histoire

### Chronologie

#### 1974
- 26 mai 1974 : La loi sur les fusions de communes est repoussée par 25 046 voix contre 17 795.

#### Années 1990
- 16 février 1990 : Une motion déposée par le député socialiste John Clerc demande l'intégration dans la loi de la notion d'agglomération. Elle est acceptée le 22 février 1991 par le Grand Conseil (61 voix contre 21 et 22 abstentions) contre l’avis du Conseil d’État.
- 23 décembre 1994 : Le Conseil d'État dépose son message.
- 19 septembre 1995 : Le Grand Conseil adopte la loi sur les agglomérations (LAgg). Un palier démocratique inédit, entre l'étage des communes et celui du canton est créé. Pour mieux faire passer son texte, le législateur n'a pas prévu de volet fiscal.
- 1er janvier 1997 : Entrée en vigueur de la LAgg.
- 17 décembre 1998 : Les partis de gauche de Belfaux, Corminboeuf, Fribourg, Marly et Villars-sur-Glâne lancent des initiatives qui demandent au Conseil d'État de définir le périmètre provisoire de l'agglomération.

#### Années 2000
- 15 février 2000 : Le Conseil d’État met en consultation le périmètre de la future agglomération : trois variantes à 5, 7 et 14 communes sont proposées.
- 3 avril 2000 : Les Conseils généraux de Fribourg et de Villars-sur-Glâne votent une résolution de soutien à l’agglomération. Ils se prononcent également en faveur de la création d’une communauté économique régionale.
- 5 juillet 2000 : Un attelage à dix est choisi par le Conseil d’État pour conduire le projet : Fribourg, Givisiez, Granges-Paccot, Marly, Villars-sur-Glâne, Guin, Tavel, Belfaux, Corminboeuf et Grolley, soit 67 000 habitants pour un territoire de 84 km2.
- 24 septembre 2000 : La pétition de citoyens marlinois « agglosceptiques » aboutit. Au vote, le non l’emporte par 58 %. Les pétitionnaires étaient déjà intervenus au Tribunal fédéral.
- Octobre 2000 : Guin et Tavel apportent leur soutien au recours déposé par Marly au Tribunal fédéral contre le processus d’agglomération. Le recours sera rejeté en décembre 2000.
- Après les élections communales du 4 mars 2001 : Désignation des délégués des communes à l’Assemblée constitutive, suivie de recours de formations politiques évincées à Villars-sur-Glâne, Marly et Fribourg.
- 17 juillet 2001 : Le préfet Nicolas Deiss admet les recours. De nouvelles élections ont lieu dans les Conseils généraux des communes concernées.
- 30 janvier 2002 : Après plusieurs reports, l’Assemblée constitutive tient sa première séance en présence de M. Pascal Corminboeuf, président du Conseil d’État.
- 19 mai 2003 : Le syndic Dominique de Buman annonce devant le Conseil général de la ville de Fribourg que la consultation entreprise par la ville au sujet d’une fusion révèle que seule la commune de Corminboeuf est favorable à une fusion. Les communes de Marly, Villars-sur-Glâne et Granges-Paccot se montrent décidées à poursuivre le processus de formation de l’Agglomération. Givisiez critique l’Agglomération et envisage une fusion « échelonnée dans le temps ». Les petites communes hors agglomération affichent leur opposition à une fusion. Des discussions entre cinq syndics ont lieu au sujet d’une troisième voie qui verrait cinq communes fusionner par étapes.
- 2 octobre 2003 : Les présidents des trois commissions présentent leurs rapports devant l’Assemblée constitutive, fruit de nombreuses séances. L’Assemblée réserve un bon accueil à ces rapports.
- 30 octobre 2003 : L’Assemblée constitutive décide, à l’unanimité des 38 membres présents, de poursuivre les travaux sur la base du modèle Agglo A-7 comprenant les domaines d’activités suivants : 
  1. l’aménagement (politique d’urbanisation, définition des paramètres),
  2. les transports (politique et planification de la circulation),
  3. l’environnement (politique et planification de l’environnement),
  4. l’économie (promotion économique),
  5. le tourisme (promotion touristique),
  6. la culture (planification de la politique culturelle et promotion de la création, construction et gestion des salles de spectacles),
  7. les sports (promotion sportive et planification des infrastructures).
- 20 janvier 2005 : L’Assemblée constitutive retient les domaines d’activité suivants : aménagement du territoire, transports, environnement, développement économique, promotion touristique, culture et sport.
- 2 décembre 2005 : L’Assemblée constitutive limite les buts de l’Agglomération aux cinq objectifs les moins contestés : aménagement régional, transports, environnement, promotions économique et touristique, promotion des activités culturelles. Les sports disparaissent comme les infrastructures culturelles.
- 4 mars 2006 : le renouvellement des élections communales entraîne des modifications dans la composition de l’Assemblée constitutive et de ses organes.
- 8 juin 2006 : Avry et Matran décident de se joindre à l’agglomération et sont acceptées à l’unanimité par l’Assemblée constitutive. Le nouveau périmètre se rapproche de celui de la CUTAF.
- 11 octobre 2006 : le PRD singinois dépose une motion populaire pour faire modifier deux articles de la LAgg. Il estime que les communes de Tavel et de Guin seront mises en minorité dans l’Agglomération.
- 15 mai 2007 : l’Assemblée constitutive accepte la sortie de Grolley.
- 15 juin 2007 : La LAgg est modifiée : une tâche nouvelle ne pourra être décidée qu’à l’unanimité des communes membres. 
 Un point controversé fut la question de savoir si les nouvelles tâches importantes à confier, le cas échéant, à l’Agglomération constituée nécessitaient l’unanimité des communes membres ou la majorité, voire une majorité qualifiée. Le Grand Conseil a tranché en faveur de l’unanimité, "atténuée" toutefois par les compétences de surveillance du Conseil d’État en matière de collaboration intercommunale, suivant en cela l’avis du Conseil d’État et de la commission parlementaire. Une série d’autres dispositions de la révision consistaient à harmoniser la loi sur les agglomérations avec la loi révisée sur les communes. La loi adaptée sur les agglomérations pourra dès lors entrer en vigueur avant le scrutin populaire du 1er juin 2008.
- 9 mars 2007 : Une association « fusion 2011 » lance dans cinq communes une demande d’initiative en vue de la fusion de 5 communes : Fribourg, Villars-sur-Glâne, Givisiez, Granges-Paccot et Corminboeuf. Les signatures valables déposées en décembre 2007 sont au nombre de 4 245. La question de savoir si le Conseil général ou l’Assemblée communale doit encore se prononcer avant que le Conseil communal ne reçoive la mission de conclure une convention de fusion est controversée, d’où le recours de l’association « Fusion 2011 » auprès du Tribunal cantonal contre la décision du Préfet.
- 16 décembre 2007 : Une votation consultative à Tavel aboutit au retrait de cette commune du périmètre de l’agglomération (83 % de non). Les tentatives de faire sortir Guin du périmètre échouent. Le Conseil communal se prononce pour le maintien de la commune au sein de l’agglomération contre l’avis des sections locales du PRD et de l’UDC.
- 1er juin 2008 : Le projet de statuts est adopté à la majorité qualifiée, soit celle du peuple des dix communes : 15 902 oui contre 6 041 non (72,5 % de oui) et par une majorité de 9 communes sur 10 (Fribourg et les huit communes sarinoises, mais Guin dit non à 61 %). 
 Les communes participantes totalisent 70 175 habitants.
- Dès juin 2008 : Les communes désignent les 52 membres du Conseil d’agglomération qui est l'organe législatif. À son tour, ce Conseil désignera les 12 membres du Comité d’agglomération, l’organe exécutif.
- 9 octobre 2008 : Le socialiste John Clerc est élu premier Président du Conseil d’agglomération et la radicale de Guin Ursula Eggelhöfer Vice-présidente.
- 26 mai 2009 : l’initiative Fusion 2011 est retirée. En contrepartie, les syndics des cinq communes concernées (cf. 9 mars 2007) ainsi que celui de Marly conviennent d’étudier un projet de fusion pour 2016. La procédure devant le Tribunal cantonal est ainsi close.
- 8 octobre 2009 : la radicale de Guin Ursula Eggelhöffer-Brugger est élue Présidente du Conseil d’agglomération et le socialiste de Marly Bernard Aebischer Vice-président. Le Conseil adopte son premier budget complet. Il se monte à plus de 24 millions, dont 20 millions au titre des transports.

### Assemblée constitutive
L'Assemblée constitutive de l'Agglomération a été fondée le 1er janvier 2002. Composée d'une cinquantaine de délégués des communes du périmètre provisoire de l'agglomération, l'Assemblée constitutive a dû préparer les statuts de l'Agglomération.
Les délégués ont été renouvelés après les élections communales de 2006.
Les communes de Tavel et de Grolley faisaient partie du périmètre provisoire. Elles ne participeront par contre pas à la votation du 1er juin 2008 après la demande de retrait formulée par leurs Conseils communaux. À l'inverse les communes d'Avry et de Matran n'ont rejoint le périmètre provisoire qu'en 2006.